# Auerbach (Bessenbach)
Der Auerbach ist ein rechter Zufluss des Bessenbaches im Landkreis Aschaffenburg im bayerischen Spessart.

## Geographie

### Verlauf
Der Auerbach entspringt am Birkenberg (418 m), südlich von Waldaschaff und fließt durch den Keilberger Wiesengrund Richtung Nordwesten nach Keilberg. Dort mündet er verrohrt auf dem Gelände der SAF-HOLLAND GmbH in den Bessenbach.

### Flusssystem Aschaff
- Fließgewässer im Flusssystem Aschaff